# Tete Cohete
Tete Cohete es un personaje de historieta de España del dibujante Francisco Ibáñez. Apareció por primera vez en 1981 en la historieta de Mortadelo y Filemón llamada Tete Cohete y más tarde en la revista Pulgarcito.

## Características
Tete Cohete es un niño muy aficionado a la mecánica, a los coches y a los motores. Esta afición le lleva a convertir cualquier objeto cotidiano en un vehículo a reacción, resultando víctimas accidentales de ellos el director y secretario de su escuela. Miguel Fernández Soto considera que esta serie representa "el movimiento llevado a sus últimas consecuencias", mientras que Fernando Javier de la Cruz Pérez comenta que su físico está heredado de otro personaje de Ibáñez, Libertito Mecha, aparecido en el álbum de Mortadelo y Filemón ¡A por el niño!, aunque afirma que la imagen de un niño gamberro está más conseguida al tener el pelo más largo y despeinado, el rostro cubierto de pecas y su vestimenta compuesta por vaqueros, chaqueta y zapatillas deportivas, además de estar influido por las novelas de Mark Twain y Richmal Crompton.

## Trayectoria editorial
En 1982 comienza una nueva etapa de la revista Pulgarcito en formato de bolsillo y enfocada al público más infantil, por lo que se pidió a Ibáñez un nuevo personaje para la publicación. El personaje fue presentado en la historieta de Mortadelo y Filemón Tete Cohete.
La serie se presenta en un principio en historietas cortas de 6 u 8 minipáginas, aunque pronto el personaje pasa a ser desarrollado por un equipo apócrifo. En 1983 aparece en historietas de una página del diario Avui. Más tarde pasa a la revista Zipi y Zape. También se hicieron historietas largas apócrifas como El año internacional de la juventud o La amenaza (publicadas en Pulgarcito en formato clásico) donde Tete Cohete aparece como amigo de El botones Sacarino. Además se publicó en la revista Súper Guai!

### Pulgarcitos en los que aparece Tete Cohete
2,3,4,5,6,7,8,10,13,15,17,21,23,25,26,29,31,33,35,37,39,41,43,45,47,49,55 (sólo la portada),171,173